# Омельянович Сергій Леонідович
Омельяно́вич Сергі́й Леоні́дович (нар. 13 серпня 1977, Стаханов, СРСР — пом. 21 липня 2015, Бельгія) — український футболіст, що виступав на позиціях захисника та півзахисника. Найбільше відомий завдяки виступам у складі бельгійського «Шарлеруа». Бронзовий призер юнацького (U-16) чемпіонату Європи (1994).

## Життєпис
Сергій Омельянович народився у Стаханові. У 1989 році в складі збірної Луганської області брав участь у турнірі в Сент-Етьєні, де й познайомився з майбутнім гравцем донецького «Шахтаря» Геннадієм Зубовим, з яким товаришував протягом всього подальшого життя. У 1994 році хлопці у складі юнацької збірної України здобули «бронзу» на Чемпіонаті Європи серед 16-річних. Того ж року Сергій почав залучатися до матчів «Зорі-МАЛС», що виступала у вищій українській лізі, однак провів у складі луганчан всього 5 поєдинків, після чого вирушив до Бельгії, де уклав угоду з «Шарлеруа».
Кар'єра Омельяновича у бельгійському клубі розвивалася не так стрімко, як хотілося б, і регулярно з'являтися в основному складі він почав лише на четвертий рік перебування в команді. Тоді ж на нього звернув увагу і тренерський штаб молодіжної збірної України, щоправда, Сергій провів у «молодіжці» лише 1 поєдинок, після чого форму збірної більше не надягав.
У 2001 році, після семи сезонів у «Шарлеруа», український футболіст перейшов до лав «Вестерло», у складі якого дебютував у Кубку УЄФА, де бельгійці за сумою двох матчів поступилися німецькій «Герті». Цей сезон став для Омельяновича не лише останнім у «Вестерло», а й останнім у Бельгії на найвищому рівні. Згодом він протягом трьох сезонів захищав кольори «Вербрудерінг Гел», де розкрив себе з несподіваного боку, забивши 10 м'ячів у 46 іграх, а у 2005 році перебрався до фінського «Алльянссі», у складі якого знову спробував свої сили у єврокубках.
У 2006 році Омельянович знову повернувся до Бельгії, де протягом п'яти сезонів виступав за клуби нижчих ліг. Без успіху намагався влаштуватися у «Етнікос Астерас», що виступав у грецькій Футбольній лізі 2. Після завершення активних виступів працював дитячим тренером.
Помер 21 липня 2015 року у власному будинку в комуні Лоб (провінція Ено), де його і знайшла дівчина, з якою Омельянович мешкав. За попередньою інформацією ЗМІ причиною смерті могла стати алкогольна інтоксикація, однак за свідченням друзів та рідних Сергія він не вживав спиртного та не палив.

## Досягнення
- Бронзовий призер юнацького (U-16) чемпіонату Європи (1): 1994